# Славяномакедонски глас
„Славяномакедонски глас“ (на македонска литературна норма: Славјано-македонски глас) е гръцки комунистически вестник, орган на костурския Славяномакедонски народоосвободителен фронт (СНОФ), който се издава на костурски български диалект в Гърция в 1943 – 1944 година.
Вестникът е печатан на циклостил в 300 – 400 броя. Негови редактори са Лазар Поплазаров, учител от Добролища и член на Секретариата на СНОФ, Панайот Ралев, Живко Поптрайков и Васко Караджа. Излизат общо 8 броя (един извънреден).
Вестникът под влияние на ЮКП издига идеята следвоенна Гърция по примера на Авнойска Югославия да бъде федерална държава, състояща се от две отделни единици, собствено Гърция и Егейска Македония. Излизането му престава със забраната на СНОФ от КПГ.
През 1944 година издават буквар на костурски диалект с 31 кирилски букви, с автори Андон Сикавица, Алеко Ивановски (1920 – 2000) от Хрупища и учител в същия град, и Христо Поптраянов. Букварът съдържа историческа и географска справка за Македония, както азбуката и други текстове на общо 50 страници, като се печата на циклостил в тираж 150 – 1200 бройки. Няма наличен запазен брой от изданието.